# Dodge Wayfarer
La Wayfarer è un'autovettura full-size prodotta dalla Dodge dal febbraio 1949 al novembre 1952.

## Storia
La vettura era dotata, come i modelli omologhi Meadowbrook e Coronet, di un motore a valvole laterali e quattro cilindri in linea da 3.769 cm³ di cilindrata che sviluppava 103 CV di potenza. Era disponibile in versione berlina due porte, cabriolet due porte e coupé due porte. Tutte le versioni erano tipo Ponton. Nel corso degli anni il modello fu oggetto di alcuni aggiornamenti che coinvolsero principalmente la calandra. Furono prodotti in totale 217.643 esemplari.